# Балабанова, Дарья Евгеньевна
Дарья Евгеньевна Балабанова (2 сентября 1999, Краснодар) — российская актриса телевидения и кино. Лауреат кинопремии «Золотой орёл-2023» за лучшую женскую роль второго плана («Здоровый человек»).

## Биография
Дарья Балабанова родилась в Краснодаре в 1999 году.
В 2017 году поступила на обучение в школу-студию МХАТ, на курс Евгения Писарева.
В 2021 году после окончания учебного заведения поступила на службу актрисой в Театр имени Моссовета.
Известность актрисе в кино принесли роли Алины в телесериале «Карамора» и волонтёра Тани в фильме «Здоровый человек». За роль Тани была удостоена главной награды кинопремии «Золотой орёл-2023» в номинации лучшая женская роль второго плана.
Одной из знаковых ролей в театре стала роль Эльмиры в «Тартюф». В «Пиковой даме» Дарья сыграла Лизавету Ивановну.

## Работы в театре
Театр имени Моссовета:
- 2023 — «8 любящих женщин» (Катрин);
- 2023 — «Как важно быть серьезным» (Гвендолен Фейрфакс);
- 2023 — «Герой нашего времени» (Бэла, Дама);
- 2023 — «Москва. Полный круг»;
- 2023 — «Тартюф» (Эльмира);
- 2023 — «Пиковая дама» (Дама, Лизавета Ивановна);
- 2024 — «Идиот» (Александра);
- 2024 — «Морское путешествие» (Лиззи).

## Работы в кино
- 2022 — «Здоровый человек» (Таня, волонтёр);
- 2022 — «Карамора» (Алина);
- 2022 — «Тайное влечение» (Лиза);
- 2024 — «Купцы и дети» (Лиза);
- 2024 — «Жвачка» (Галя Шаламова).

## Награды и номинации
| Год  | Награда      | Категория                         | Роль             | Итог   | Ref.  |
| ---- | ------------ | --------------------------------- | ---------------- | ------ | ----- |
| 2023 | Золотой орёл | Лучшая женская роль второго плана | Здоровый человек | Победа | [ 7 ] |